# Leeds Point
Leeds Point es un lugar designado por el censo ubicado en el condado de Atlantic en el estado estadounidense de Nueva Jersey. En el Censo de 2020 tenía una población de 205 habitantes y una densidad poblacional de 325,40  habitantes por km². Fue incluido como CDP en el censo de 2020.

## Geografía
Leeds Point se encuentra ubicado en las coordenadas 39°29′31″N 74°25′45″O / 39.49194, -74.42917. Según la Oficina del Censo de los Estados Unidos,  tiene una superficie total de 0,63 km², todos correspondientes a tierra firme.